# NGC 5449
NGC 5449 је део галаксије (на пример сјајан HII регион) у сазвежђу Велики медвед која се налази на NGC листи објеката дубоког неба.
Деклинација објекта је + 54° 19' 53" а ректасцензија 14h 2m 28,2s. Привидна величина (магнитуда) објекта NGC 5449 износи 11,2.